# Bengi İdil Uras
Bengi İdil Uras (Istanbul, 16 de desembre de 1989) és una actriu turca de teatre, cinema i televisió. Va graduar-se del Departament de Teatre del Conservatori de la Universitat de Haliç (Corn d'Or).